# Diogenes Laertios

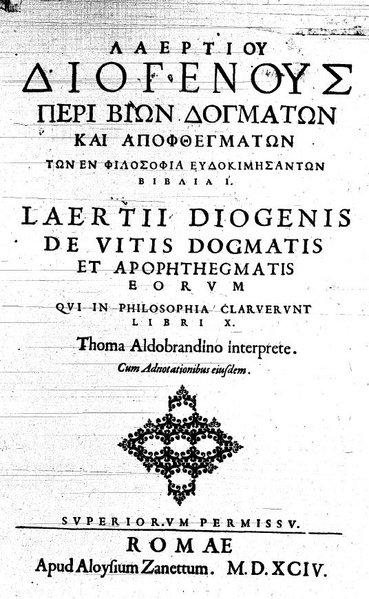
Utgåva 1594.

Diogenes Laertios var en grekisk filosofihistoriker runt år 200 e.Kr. Den enda bevarade skriften av Diogenes Laertios är en bok i 10 band med namnet Om kända filosofers liv och tankar. Verket är ovärderligt som källa, eftersom Diogenes citerar ur flera kända filosofers ej bevarade verk och berättar om deras biografier, med utgångspunkt från andra källor som idag är förlorade. Detta fick Michel de Montaigne att säga att istället för en Laertios skulle det ha funnits ett dussin.
Både en fördel och en nackdel är att Diogenes tämligen urskillningslöst återger allt han hört sägas om en viss filosof – han är dock inte fullkomligt kritiklös. Fördelen är att en mer selektiv författare kunde ha utelämnat något viktigt. Men uppgifterna måste tas för de rykten de ibland är. Ibland citerar D. L. dock ur böcker han uppenbart har framför sig i skrivande stund. Och det är intressant även vilka osakligheter som spreds i antiken om berömda personer.
Hela den sista boken är ägnad Epikuros, och innehåller tre brev av denne som är av högt värde för vår kunskap om epikurismen, brevet till Hermarchos, Pythokles och brevet till Menaikeus. Den främsta övriga källan till den epikureiska filosofin är den romerske poeten Lucretius stora verk De rerum natura.
Översikt
- 1. Bok. Greklands sju vise och författarens filosofiteori (baserad på den joniska och italienska skolan)
- 2. Bok. Anaximander, Anaxagoras, Sokrates och de mindre sokratiska filosoferna
- 3. Bok. Platon
- 4. Bok. Platons skola
- 5. Bok. Aristoteles och hans elever (Peripatetiker)
- 6. Bok. Antisthenes och den kyniska skolan
- 7. Bok. Zenon, Kleanthes och Chrysippos. (Delar av boken är förlorade)
- 8. Bok. Pythagoras, Empedokles och andra Pythagoreer
- 9. Bok. Herakleitos, Xenophanes, Parmenides, Zenon från Elea, Leukippos, Demokritos, Protagoras, Pyrrhon från Elis och Timon från Fleios
- 10. Bok. Epikuros